# Superman (trilha sonora)
Superman (Original Motion Picture Soundtrack) é o álbum da trilha sonora do filme Superman (2025) do Universo DC (DCU), escrito e dirigido por James Gunn, estrelado por David Corenswet, como o protagonista, ao lado de Rachel Brosnahan e Nicholas Hoult. A trilha sonora do filme foi composta em conjunto por John Murphy e David Fleming e incorpora o tema principal de John Williams do filme original de 1978, Superman. A trilha sonora foi lançada pela WaterTower Music no dia 4 de julho de 2025.

## Contexto
John Murphy foi confirmado como compositor da trilha sonora de Superman em fevereiro de 2024, depois de trabalhar anteriormente com o diretor James Gunn em O Esquadrão Suicida (2021), The Guardians of the Galaxy Holiday Special (2022) e Guardiões da Galáxia Vol. 3 (2023). Já David Fleming, juntando-se ao filme como co-compositor e compartilhando os créditos pela trilha sonora com Murphy, teve seu envolvimento confirmado em abril de 2025.
Antes da confirmação de Murphy e Fleming como compositores, Gunn relatou que grande parte da trilha sonora e das músicas temas do longa-metragem foram escritos antes mesmo do roteiro ser conceituado, mas os compositores não foram anunciados, pois ele ainda tinha que finalizar o acordo com os estúdios.
Ambos os compositores consideraram que o entusiasmo de Gunn em projetos de super-heróis auxiliou no processo da curadoria de uma trilha sonora criativa e grandiosa. Fleming, em particular, atribuiu seu interesse por histórias em quadrinhos e graphic novels durante a infância como a gênese da trilha sonora. A primeira história em quadrinhos que ele leu, A Morte do Superman (1992), ajudou-o a desenvolver composições que refletem a essência do herói.
Gunn também confirmou que Murphy compôs uma nova versão do tema "Superman March" de John Williams, do Superman de Richard Donner (1978), distorcendo-a para conferir uma identidade própria, mas preservando sua carga emocional. James Gunn considera a trilha sonora composta por Williams como uma das melhores de todos os tempos, sendo o elementos favorito de toda obra original, e a associou ao novo Superman desde o início do desenvolvimento de sua obra. Ele viu a inclusão do tema como uma forma do filme remeter a iterações passadas, tentando encontrar o equilíbrio entre o passado e o futuro. Murphy e Fleming também opinaram que o tema de Williams era o DNA da trilha sonora do filme e o incorporaram na nova obra, proporcionando uma variedade de cores, textura e instrumentação.
Murphy considerou o Superman uma figura decente, mantendo sua pureza e honestidade mesmo em circunstâncias sombrias, portanto a trilha sonora foi projetada para apresentar um tom orquestral. No entanto, Gunn, ao gostar de realizar cenas e técnicas experimentais, levou os compositores a criar temas mais "bagunçados". Além da orquestra, Fleming tocou tanto violão elétrico como o acústico com os músicos Yvette Young e Andrew Synowiec. Ele trabalhou também com a Filarmônica de Los Angeles nas partes orquestrais, onde Fleming dividiu a seção de cordas ao meio e as espelhou uma na outra, criarando o efeito de sintetizadores duplos, proporcionando um som "muito desequilibrado". Ele também gostou de trabalhar nos temas para o Planeta Diário, bem como para Lois Lane, cujo personagem tinha um ângulo de detetive, e para o Lanterna Verde.
A trilha sonora é acompanhada de muitas músicas do estilo rock and roll. O filme tem menos músicas licenciadas do que os projetos anteriores de super-heróis de Gunn.

## Lançamento
O tema principal intitulado "Theme from Superman", que incorporou o tema de Williams, teve duas versões, apresentadas no teaser e no trailer e lançadas em conjunto com os materiais promocionais como singles. A WaterTower Music lançou a trilha sonora em 4 de julho de 2025, apresentando 33 faixas que incluíam seleções da trilha sonora de Murphy e Fleming, bem como três canções. A empresa americanaMondo lançaria também um LP duplo do álbum de trilhas sonoras em duas cores — "Azul/ Vermelho /Branco" e "Vermelho sólido/Azul" — e as pré-encomendas do álbum estão agendadas para 11 de julho.

## Faixas
| N.º            | Título                          | Artista(s)                | Duração |  |
| 1.             | "Home" ()                       | David Fleming             | 2:02    |  |
| 2.             | "Last Son" ()                   | Fleming                   | 2:46    |  |
| 3.             | "Hammer of Boravia"             | Fleming                   | 3:02    |  |
| 4.             | "LuthorCorp"                    | John Murphy               | 1:37    |  |
| 5.             | "The Daily Planet"              | Fleming                   | 0:54    |  |
| 6.             | "Lois & Clark"                  | Murphy                    | 1:08    |  |
| 7.             | "Eyes Up Here" ()               | Fleming                   | 2:22    |  |
| 8.             | "Justice Gang vs. Kaiju" ()     | Fleming                   | 3:23    |  |
| 9.             | "Intruders"                     | Fleming                   | 3:25    |  |
| 10.            | "The Message"                   | Murphy Fleming            | 2:43    |  |
| 11.            | "Secret Harem"                  | Murphy Fleming            | 2:20    |  |
| 12.            | "The Real Punk Rock"            | Murphy                    | 1:29    |  |
| 13.            | "Pocket Universe"               | Fleming                   | 1:55    |  |
| 14.            | "5 Years Time"                  | Noah and the Whale        | 3:34    |  |
| 15.            | "Something Like a Sun"          | Murphy Fleming            | 2:19    |  |
| 16.            | "Jailbreak" ()                  | Fleming                   | 1:06    |  |
| 17.            | "The River Pi" ()               | Fleming                   | 3:25    |  |
| 18.            | "Take the T-Craft"              | Murphy Fleming            | 1:38    |  |
| 19.            | "Your Choices, Your Actions" () | Fleming                   | 2:55    |  |
| 20.            | "Raising the Flag" ()           | Murphy                    | 1:49    |  |
| 21.            | "The Rift" ()                   | Fleming                   | 4:53    |  |
| 22.            | "Bases Loaded"                  | Fleming                   | 3:07    |  |
| 23.            | "Speeding Bullet"               | Fleming                   | 2:02    |  |
| 24.            | "Remote Control"                | Murphy Fleming            | 3:02    |  |
| 25.            | "Upgrade"                       | Murphy Fleming            | 1:13    |  |
| 26.            | "Driven by Envy"                | Murphy Fleming            | 2:04    |  |
| 27.            | "Look Up" ()                    | Fleming                   | 2:45    |  |
| 28.            | "Being Human" ()                | Fleming                   | 1:57    |  |
| 29.            | "Luthor the Traitor"            | Murphy                    | 1:51    |  |
| 30.            | "Metropolis"                    | Murphy Fleming            | 1:17    |  |
| 31.            | "Walking on Air"                | Murphy                    | 1:34    |  |
| 32.            | "Punkrocker"                    | Teddybears feat. Iggy Pop | 4:07    |  |
| 33.            | "The Mighty Crabjoys Theme"     | The Mighty Crabjoys       | 1:16    |  |
| Duração total: | Duração total:                  | Duração total:            | 77:00   |  |

1. 1 2 3 4 5 6 7 8 9 10 11  Essas faixas incluem partes compostas por John Williams para o filme Superman (1978)